# Poiana lui Stângă, Giurgiu
Poiana lui Stângă este un sat în comuna Vânătorii Mici din județul Giurgiu, Muntenia, România.
 Acest articol despre o localitate din județul Giurgiu este deocamdată un ciot. Puteți ajuta Wikipedia prin completarea lui.